# Šport u 1991.
◄◄ | ◄ | 1988. | 1989. | 1990. | 1991.  | 1992. | 1993. | 1994. | ► | ►►
Arhitektura • Astronautika • Astronomija • Biologija • Film • Fotografija • Glazba • Kazalište • Kemija • Kiparstvo • Knjige • Književnost • Kršćanstvo • Meteorologija • Medicina • Planinarstvo • Politika • Pravo • Promet • Slikarstvo • Strip • Šport • Televizija • Znanost • Zrakoplovstvo • Željeznički promet
Šport u 1991.

## Svijet

### Natjecanja

#### Svjetska natjecanja
- Od 3. do 13. siječnja – Svjetsko prvenstvo u vaterpolu u Perthu u Australiji: prvak Jugoslavija

#### Kontinentska natjecanja

##### Europska natjecanja
- Od 24. do 29. lipnja – Europsko prvenstvo u košarci u Rimu u Italiji: prvak Jugoslavija. Hrvatski igrači koji su igrali za reprezentaciju Jugoslavije bili su: Toni Kukoč, Dino Rađa, Velimir Perasović i Arijan Komazec.
- Od 17. do 24. kolovoza – Europsko prvenstvo u vaterpolu u Ateni u Grčkoj: prvak Jugoslavija

### Osnivanja
- FK Anži Mahačkala, ruski nogometni klub

## Hrvatska i u Hrvata

### Osnivanja
- KK Cedevita Zagreb, hrvatski košarkaši klub

## Vanjske poveznice
|  | Zajednički poslužitelj ima još gradiva o temi Šport u 1991. |